# East Liverpool, Ohio
East Liverpool là một thành phố thuộc quận Columbiana, tiểu bang Ohio, Hoa Kỳ. Năm 2010, dân số của thành phố này là 11195 người.

## Dân số
- Dân số năm 2000: 13089 người.
- Dân số năm 2010: 11195 người.